# Steve Brodie
Steve Brodie, född John Stevenson 21 november 1919 i El Dorado, Kansas, död 9 januari 1992 i Los Angeles, Kalifornien, var en amerikansk skådespelare.

## Roller i urval
- 1944 – 30 sekunder över Tokio
- 1945 – 48 timmar
- 1947 – Hämnden är rättvis
- 1947 – Skuggor ur det förflutna
- 1950 – Winchester '73
- 1951 - M = mördaren
- 1951 – Stålhjälmen
- 1954 – Farornas land
- 1954 – Myteriet på Caine
- 1959 – Perry Mason (TV-serie)
- 1960 – Prärie (TV-serie)
- 1961 – Maverick (TV-serie)
- 1961 – Blue Hawaii
- 1963 – Bröderna Cartwright (TV-serie)
- 1964 – Roustabout
- 1972 – Krutrök (TV-serie)
- 1979 – Familjen Macahan (TV-serie)